# Sede suburbicaria di Palestrina

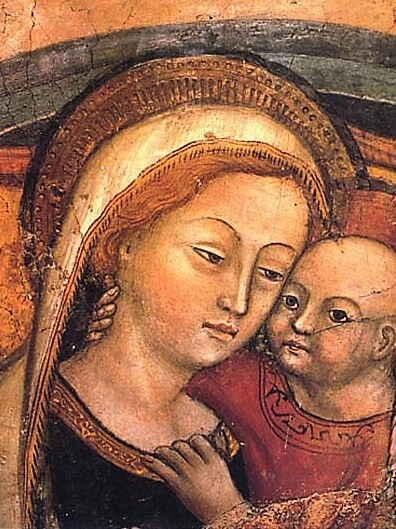
L'icona della Madonna del Buon Consiglio venerata nel santuario della Madre del Buon Consiglio a Genazzano.

La sede suburbicaria di Palestrina (in latino Praenestina) è una sede della Chiesa cattolica in Italia suffraganea della diocesi di Roma appartenente alla regione ecclesiastica Lazio. Nel 2023 contava 110.193 battezzati su 113.552 abitanti. È retta dal vescovo Mauro Parmeggiani, mentre il titolo è del cardinale José Saraiva Martins, C.M.F.

## Territorio
La diocesi comprende 16 comuni della città metropolitana di Roma Capitale (Bellegra, Capranica Prenestina, Castel San Pietro Romano, Cave, Gallicano nel Lazio, Genazzano, Labico, Olevano Romano, Palestrina, Pisoniano, Rocca di Cave, Rocca Santo Stefano, Roiate, San Cesareo, San Vito Romano, Zagarolo) e 2 della provincia di Frosinone (Paliano e Serrone).
Sede vescovile è la città di Palestrina, dove si trova la cattedrale di Sant'Agapito. A Genazzano sorge il santuario e basilica minore della Madre del Buon Consiglio.
Il territorio si estende su 418 km² ed è suddiviso in 52 parrocchie, raggruppate dal 1º settembre 2019 in 4 vicariati foranei.

## Storia
La testimonianza più antica del passato cristiano di questa diocesi è il martirio di Agapito, santo a cui è dedicata la cattedrale, che ebbe luogo sotto Aureliano nel 274, e che fu sepolto in un'area cimiteriale extraurbana in località Quadrelle. Su quest'area sorse una basilica, cattedrale della diocesi, che fu restaurata ed arricchita da papa Leone III (795-816), come racconta il Liber Pontificalis.. Per motivi di sicurezza, sul finire del IX secolo, all'epoca di papa Romano, la cattedrale e le reliquie del santo furono trasferite all'interno delle mura cittadine.
Il primo vescovo di Palestrina di cui si hanno notizie storiche è Secundus, che presenziò al concilio di Roma del 313 indetto da papa Milziade nella domus Faustae in Laterano. Sono noti i nomi di una quindicina di vescovi prenestini del primo millennio, molti dei quali presero parte ai sinodi indetti a Roma dai pontefici. Tra questi si possono menzionare: Gregorio, che nel 767 consacrò l'antipapa Costantino II; Andrea, che fu legato di papa Adriano I presso re Desiderio nel 772; e Costantino, che fu presente al sinodo indetto da papa Eugenio II nell'826 e che secondo il Liber Pontificalis avrebbe consacrato la basilica extramurana di Sant'Agapito.
Sul sito di Castel San Pietro, inoltre, fin dal VI secolo sorse un fiorente monastero. Dopo il VII secolo, il vescovo di Palestrina fu uno dei prelati hebdomadarii che prestavano servizio nella basilica lateranense, ed era perciò un cardinale; il vescovo di Palestrina è il quarto nell'ordine dei cardinali vescovi.
Nel X secolo la sede prenestina ha incorporato il territorio dell'antica diocesi di Gabi, di cui sono noti vescovi dal 465 all'879.
Il 16 dicembre 1117 papa Pasquale II consacrò la cattedrale di Palestrina, dove erano state trasferite le reliquie di sant'Agapito; l'evento è ricordato da una lapide all'interno dell'edificio. Un'altra lapide menziona gli interventi fatti alla cattedrale dal vescovo Conone (1109-1122).
Il XII secolo è segnato dalla presenza di due santi vescovi sulla cattedra prenestina. Santo Stefano, vescovo dal 1139 al 1144, originario di Châlons, fu un monaco cistercense, lodato per la sua pietà da san Bernardo e da Giovanni da Salisbury; è ricordato al 12 febbraio nel martirologio gallicano come "vescovo e confessore". A Stefano succedette san Guarino, della nobile famiglia bolognese dei Guarini, religioso dei canonici regolari di Santa Croce di Mortara; eletto vescovo di Pavia, rifiutò l'incaricò, ma nulla poté quando nel dicembre 1144 ottenne la cattedra prenestina, dove si distinse «per austerità di vita e amore per i poveri».
Nella lotta tra papa Bonifacio VIII e la famiglia Colonna, proprietaria di Palestrina, la città subì la completa distruzione da parte delle truppe pontificie (1298), da cui si salvò solamente la cattedrale di Sant'Agapito. La città venne ricostruita all'epoca di papa Clemente V (1305-1314).
Quattro furono i cardinali vescovi eletti papa mentre occupavano la sede di Palestrina: Clemente III nel 1187, Niccolò IV nel 1288, Giulio III nel 1550, Leone XI nel 1605. Altri due cardinali vescovi divennero papi successivamente alla loro presenza a Palestrina: Martino V e Paolo III.
A partire dal XV secolo, i titolari delle sedi suburbicarie ebbero la facoltà di optare per un'altra sede suburbicaria; questo ridusse di molto i tempi di permanenza a Palestrina dei cardinali vescovi. In quattrocento anni dal 1400 al 1800 furono poco più di ottanta i titolari prenestini, per una media di episcopato di poco inferiore a cinque anni.
Il cardinale Domenico Ginnasi firmò, il 24 luglio 1626, il decreto per l'erezione del seminario diocesano. Bernardino Spada (1655-1661) dette avvio ai lavori di costruzione della nuova sede del seminario, che furono ultimati nel 1669 all'epoca del cardinale Antonio Barberini iuniore. Nel 1759 Giuseppe Spinelli decise di spostare la sede del seminario nel palazzo vescovile, adiacente alla cattedrale, mentre l'ex seminario divenne sede della curia diocesana e nuovo palazzo episcopale.
Con la riforma delle sedi suburbicarie decisa da papa Giovanni XXIII nel 1962 con il motu proprio Suburbicariis sedibus, ai cardinali è rimasto solo il titolo della sede suburbicaria, mentre il governo pastorale della diocesi è affidato ad un vescovo residenziale pleno iure. Per Palestrina la serie dei vescovi residenziali iniziò nel 1966 quando il cardinale Benedetto Aloisi Masella rinunciò al governo pastorale della diocesi che fu affidata al vescovo Pietro Severi.
Nel giugno 2002 la sede suburbicaria ha ampliato il proprio territorio, incorporando i comuni di Rocca Santo Stefano, Bellegra e Roiate le cui parrocchie sono state sottratte alla giurisdizione spirituale degli abati ordinari di Subiaco.
Il 5 maggio 2005 è stato inaugurato il museo diocesano d'arte sacra, ospitato in alcuni ambienti dell'episcopio prenestino.
Dal 19 febbraio 2019 la sede suburbicaria di Palestrina e la diocesi di Tivoli sono unite in persona episcopi.

## Cronotassi dei vescovi
Si omettono i periodi di sede vacante non superiori ai 2 anni o non storicamente accertati.

### Vescovi e Cardinali vescovi di Palestrina
- Secondo † (menzionato nel 313)
- Giocondo † (IV/V secolo)
- Gennaro † (menzionato nel 465)
- Romolo † (prima del 487 - dopo il 502)
- Mauro † (prima del 552/558 - dopo il 558)
- Proculo † (menzionato nel 595)
- Maggiorano † (menzionato nel 649)
- Stefano † (menzionato nel 680)
- Sergio † (menzionato nel 721)
- Venanzio † (prima del 732 - dopo il 745)
- Gregorio † (prima del 761 - dopo luglio 767)
- Andrea † (menzionato nel 773)[9]
- Costantino † (menzionato nell'826)
- Leone † (menzionato nel 914/928)
- Teofilatto † (menzionato nel 963)
- Stefano † (menzionato nel 988)
- Pietro I † (prima del 996 - dopo il 1015)
- Pietro II[10] † (prima del 1026 - dopo il 1027)
- Giovanni I † (prima del 1036 - 13 dicembre 1040 deceduto)
- Giovanni II † (prima del 1044 - dopo il 1048)
- Uberto Poggi (o Uberto del Poggio) † (menzionato il 14 marzo 1058)
- Raniero † (menzionato il 2 ottobre 1058)
- Bernardo † (prima di maggio 1061 - 5 dicembre 1065 deceduto)[11]
- Loperto (o Leoperto) † (prima di maggio 1067 - dopo giugno 1068)
- Uberto Belmonte (o Umberto) † (prima di agosto 1073 - dopo maggio 1081)
- Attone (o Atto, o Azzone) † (menzionato nel 1081 circa)
- Bernardo (o Berardo) † (menzionato nel 1092)
  - Hugues Le Blanc, O.S.B.Clun., detto Ugo Candido † (1089/1093 - circa 1099 deceduto) (pseudocardinale dell'antipapa Clemente III)
- Milone † (prima del 29 luglio 1099[12] - 1104 o 1105 deceduto)[13]
- Corrado † (menzionato il 22 ottobre 1106)
- Conone, C.R.S.A. † (prima di agosto 1109[14] - 9 agosto 1122 deceduto)[15]
- Guillaume † (dicembre 1122 - dopo luglio 1137)
- Sant'Etienne de Châlons, O.Cist. † (dicembre 1139 - 17 maggio 1144 deceduto)
- San Guarino Guarini[16], C.R.S.A. † (dicembre 1144 - 6 febbraio 1158 deceduto)
- Giulio † (circa dicembre 1158 - settembre od ottobre 1164 deceduto)[17]
- Anonimo (Ugo ?) † (? - 23 dicembre 1172 deceduto)
- Manfredo, O.S.B. † (prima di marzo 1177 - 17 gennaio circa 1178 deceduto)
- Berneredo † (prima di maggio 1179 - dopo giugno 1180)
- Paolo Scolari † (prima di gennaio 1181 - 19 dicembre 1187 eletto papa con il nome di Clemente III)
- Girard Mainard, O.Cist. † (12 marzo 1188 - 19 maggio 1188 deceduto)
- Giovanni dei Conti di Segni † (18 settembre 1190 - dopo il 1196 deceduto)
- Beato Guy Paré, O.Cist. † (1200 - 30 luglio 1206 deceduto)
- Guido Papareschi † (9 gennaio 1207 - 22 agosto 1221 deceduto)
- Guido Pierleone † (18 dicembre 1221 - 25 aprile 1228 deceduto)
- Giacomo Pecorara, O.Cist. † (settembre 1231 - 25 giugno 1244 deceduto)
  - Pierre de Bar † (1249 - 1250 dimesso) (amministratore apostolico)
- István Báncsa † (dicembre 1251 - 9 luglio 1269 deceduto)
  - Sede vacante (1269-1273)
- Vicedomino Vicedomini † (3 giugno 1273 - 6 settembre 1276 deceduto)
- Erhard de Lessines † (12 marzo 1278 - 18 luglio 1278 deceduto)
  - Sede vacante (1278-1281)
- Girolamo Masci, O.F.M. † (12 aprile 1281 - 2 febbraio 1288 eletto papa con il nome di Niccolò IV)
- Bernardo Berardi † (15 maggio 1288 - 5 agosto 1291 deceduto)
- Simone di Beaulieu † (18 settembre 1294 - 18 agosto 1297 deceduto)
- Teodorico Ranieri † (13 giugno 1299 - 7 dicembre 1306 deceduto)
- Pierre de la Chapelle Taillefer † (dicembre 1306 - 16 maggio 1312 deceduto)
- Guillaume de Mandagout, C.R.S.A. † (24 dicembre 1312 - 3 novembre 1321 deceduto)
- Pierre des Prés † (25 maggio 1323 - 30 settembre 1361 deceduto)
- Raymond de Canillac, C.R.S.A. † (4 novembre 1361 - 20 giugno 1373 deceduto)
- Simon Langham, O.S.B. † (agosto 1373 - 22 luglio 1376 deceduto)
- Jean de Cros † (24 settembre 1376 - 21 novembre 1383 deceduto) (pseudocardinale dal 1379)
  - Guy de Malesec † (21 novembre 1383 - 8 marzo 1411 deceduto) (pseudocardinale)
- Francesco Moricotti Prignani Butillo † (luglio 1380 - 6 febbraio 1394 o 1395 deceduto)
  - Angelo Afflitti[18] † (26 febbraio 1395 - 14 dicembre 1401 dimesso) (amministratore apostolico)
  - Oddone Colonna † (15 dicembre 1401 - 1405 dimesso, poi eletto papa con il nome di Martino V) (amministratore apostolico)
- Antonio Caetani † (12 giugno 1405 - 2 luglio 1409 nominato vescovo di Porto e Santa Rufina)
- Angelo d'Anna de Sommariva, O.S.B.Cam. † (23 settembre 1412 - 21 luglio 1428 deceduto)
  - Sede vacante (1428-1431)
- Hugues de Lusignan † (20 aprile 1431 - 27 giugno 1436 nominato vescovo di Frascati)
  - Sede vacante (1436-1444)
- Giovanni Berardi di Tagliacozzo † (7 marzo 1444 - 21 gennaio 1449 deceduto)
- Giorgio Fieschi † (5 marzo 1449 - 28 aprile 1455 nominato vescovo di Ostia e Velletri)
  - Sede vacante (1455-1460)
- Juan de Torquemada, O.P. † (8 aprile 1460 - 5 maggio 1463 nominato vescovo di Sabina)
- Alain de Coëtivy † (7 giugno 1465 - 11 dicembre 1472 nominato vescovo di Sabina)
- Angelo Capranica † (11 dicembre 1472 - 3 luglio 1478 deceduto)
- Marco Barbo † (6 novembre 1478 - 11 marzo 1491 deceduto)
- Jean Balue † (14 marzo 1491 - 5 ottobre 1491 deceduto)
- Giovanni Michiel † (10 ottobre 1491 - 31 agosto 1492 nominato vescovo di Porto e Santa Rufina)
- Girolamo Basso della Rovere † (31 agosto 1492 - 29 novembre 1503 nominato vescovo di Sabina)
- Lorenzo Cybo de Mari † (29 novembre 1503 - 21 dicembre 1503 deceduto)
- Antonio Pallavicini Gentili † (22 dicembre 1503 - 10 settembre 1507 deceduto)
- Giovanni Antonio Sangiorgio † (17 settembre 1507 - 22 settembre 1508 nominato vescovo di Sabina)
- Bernardino López de Carvajal y Sande † (22 settembre 1508 - 28 marzo 1509 nominato vescovo di Sabina)
- Guillaume Briçonnet † (3 giugno 1509 - 24 ottobre 1511 deposto)
- Marco Vigerio della Rovere, O.F.M.Conv. † (29 ottobre 1511 - 18 luglio 1516 deceduto)
- Francesco Soderini † (18 luglio 1516 - 9 dicembre 1523 nominato vescovo di Porto e Santa Rufina)
- Alessandro Farnese † (9 dicembre 1523 - 18 dicembre 1523 nominato vescovo di Sabina, poi eletto papa con il nome di Paolo III)
- Antonio Maria Ciocchi del Monte † (18 dicembre 1523 - 20 maggio 1524 nominato vescovo di Sabina)
- Pietro Accolti † (20 maggio 1524 - 15 giugno 1524 nominato vescovo di Sabina)
- Marco Cornaro † (15 giugno 1524 - 24 luglio 1524 deceduto)
- Lorenzo Pucci † (24 luglio 1524 - 16 settembre 1531 deceduto)
- Giovanni Piccolomini † (22 settembre 1531 - 26 settembre 1533 nominato vescovo di Porto e Santa Rufina)
- Andrea della Valle † (12 dicembre 1533 - 3 agosto 1534 deceduto)
- Bonifacio Ferrero † (5 settembre 1534 - 26 febbraio 1535 nominato vescovo di Sabina)
- Lorenzo Campeggi † (26 febbraio 1535 - 28 novembre 1537 nominato vescovo di Sabina)
- Antonio Sanseverino, O.S.Io.Hier. † (28 novembre 1537 - 4 agosto 1539 nominato vescovo di Sabina)
- Gianvincenzo Carafa † (4 agosto 1539 - 28 agosto 1541 deceduto)
- Alessandro Cesarini † (14 novembre 1541 - 13 febbraio 1542 deceduto)
- Francesco Cornaro † (15 febbraio 1542 - 26 settembre 1543 deceduto)
- Giovanni Maria Ciocchi del Monte † (5 ottobre 1543 - 7 febbraio 1550 eletto papa con il nome di Giulio III)
- Louis II de Bourbon de Vendôme † (24 febbraio 1550 - 3 marzo 1557 deceduto)
- Federico Cesi † (20 settembre 1557 - 28 maggio 1562 nominato vescovo di Frascati)
- Giovanni Girolamo Morone † (18 maggio 1562 - 12 maggio 1564 nominato vescovo di Frascati)
- Cristoforo Madruzzo † (12 maggio 1564 - 3 luglio 1570 nominato vescovo di Porto e Santa Rufina)
- Ottone di Waldburg † (3 luglio 1570 - 2 aprile 1573 deceduto)
- Giulio della Rovere † (8 aprile 1573 - 3 settembre 1578 deceduto)
- Giovanni Antonio Serbelloni † (5 ottobre 1578 - 4 marzo 1583 nominato vescovo di Frascati)
- Gianfrancesco Gambara † (4 marzo 1583 - 5 maggio 1587 deceduto)
- Marcantonio Colonna † (11 maggio 1587 - 13 marzo 1597 deceduto)
- Giulio Antonio Santorio † (18 agosto 1597 - 9 maggio 1602 deceduto)
- Alessandro Ottaviano de' Medici † (17 giugno 1602 - 1º aprile 1605 eletto papa con il nome di Leone XI)
- Agostino Valier † (1º giugno 1605 - 23 maggio 1606 deceduto)
- Ascanio Colonna † (5 giugno 1606 - 17 maggio 1608 deceduto)
- Antonio Maria Galli † (28 maggio 1608 - 17 agosto 1611 nominato vescovo di Porto e Santa Rufina)
- Gregorio Petrocchini, O.E.S.A. † (17 agosto 1611 - 19 maggio 1612 deceduto)
- Benedetto Giustiniani † (4 giugno 1612 - 16 settembre 1615 nominato vescovo di Sabina)
- Francesco Maria Bourbon del Monte Santa Maria † (16 settembre 1615 - 29 marzo 1621 nominato vescovo di Porto e Santa Rufina)
- Ottavio Bandini † (27 marzo 1621 - 16 settembre 1624 nominato vescovo di Porto e Santa Rufina)
- Andrea Baroni Peretti Montalto † (16 settembre 1624 - 2 marzo 1626 nominato vescovo di Albano)
- Domenico Ginnasi † (2 marzo 1626 - 20 agosto 1629 nominato vescovo di Porto e Santa Rufina)
- Marcello Lante † (20 agosto 1629 - 8 ottobre 1629 nominato vescovo di Frascati)
- Pier Paolo Crescenzi † (8 ottobre 1629 - 1º luglio 1641 nominato vescovo di Porto e Santa Rufina)
- Guido Bentivoglio † (1º luglio 1641 - 7 settembre 1644 deceduto)
- Alfonso de la Cueva-Benavides y Mendoza-Carrillo † (17 settembre 1644 - 10 agosto 1655 deceduto)
- Bernardino Spada † (11 ottobre 1655 - 10 novembre 1661 deceduto)
- Antonio Barberini iuniore, O.S.Io.Hier. † (21 novembre 1661 - 3 agosto 1671 deceduto)
- Rinaldo d'Este † (24 agosto 1671 - 30 settembre 1672 deceduto)
- Cesare Facchinetti † (14 novembre 1672 - 6 febbraio 1679 nominato vescovo di Porto e Santa Rufina)
- Alderano Cybo-Malaspina † (6 febbraio 1679 - 8 gennaio 1680 nominato vescovo di Frascati)
- Lorenzo Raggi † (8 gennaio 1680 - 14 gennaio 1687 deceduto)
- Antonio Bichi † (3 marzo 1687 - 21 febbraio 1691 deceduto)
- Paluzzo Paluzzi Altieri degli Albertoni † (8 agosto 1691 - 27 gennaio 1698 nominato vescovo di Porto e Santa Rufina)
- Luis Manuel Fernández de Portocarrero-Bocanegra y Moscoso-Osorio † (27 gennaio 1698 - 14 settembre 1709 deceduto)
- Fabrizio Spada † (19 febbraio 1710 - 15 giugno 1717 deceduto)
- Francesco del Giudice † (12 luglio 1717 - 3 marzo 1721 nominato vescovo di Frascati)
- Francesco Barberini † (3 marzo 1721 - 1º luglio 1726) nominato vescovo di Ostia e Velletri)
- Tommaso Ruffo † (1º luglio 1726 - 3 settembre 1738 nominato vescovo di Porto e Santa Rufina)
- Giorgio Spinola † (3 settembre 1738 - 17 gennaio 1739 deceduto)
- Giovanni Battista Altieri † (26 gennaio 1739 - 12 marzo 1740 deceduto)
- Vincenzo Petra † (16 settembre 1740 - 21 marzo 1747 deceduto)
- Antonio Saverio Gentili † (10 marzo 1747 - 13 marzo 1753 deceduto)
- Giuseppe Spinelli † (9 aprile 1753 - 13 luglio 1759 nominato vescovo di Porto e Santa Rufina)
- Federico Marcello Lante Montefeltro della Rovere † (13 luglio 1759 - 18 luglio 1763 nominato vescovo di Porto e Santa Rufina)
- Giovanni Francesco Stoppani † (10 luglio 1763 - 18 novembre 1774 deceduto)
- Girolamo Spinola † (3 aprile 1775 - 22 luglio 1784 deceduto)
- Marcantonio Colonna † (20 settembre 1784 - 4 dicembre 1793 deceduto)
- Leonardo Antonelli † (21 febbraio 1794 - 2 aprile 1800 nominato vescovo di Porto e Santa Rufina)
- Alessandro Mattei † (2 aprile 1800 - 27 marzo 1809 nominato vescovo di Porto e Santa Rufina)
- Aurelio Roverella † (27 marzo 1809 - 6 settembre 1812 deceduto)
- Diego Innico Caracciolo di Martina † (26 settembre 1814 - 24 gennaio 1820 deceduto)
- Giuseppe Maria Spina † (21 febbraio 1820 - 13 novembre 1828 deceduto)
- Francesco Bertazzoli † (15 dicembre 1828 - 7 aprile 1830 deceduto)
- Carlo Maria Pedicini † (5 luglio 1830 - 14 dicembre 1840 nominato vescovo di Porto, Santa Rufina e Civitavecchia)
- Vincenzo Macchi † (14 dicembre 1840 - 22 gennaio 1844 nominato vescovo di Porto, Santa Rufina e Civitavecchia)
- Castruccio Castracane degli Antelminelli † (22 gennaio 1844 - 22 febbraio 1852 deceduto)
- Luigi Amat di San Filippo e Sorso † (15 marzo 1852 - 8 ottobre 1870 nominato vescovo di Porto e Santa Rufina)
- Carlo Sacconi † (8 ottobre 1870 - 15 luglio 1878 nominato vescovo di Porto e Santa Rufina)
- Antonio Saverio De Luca † (15 luglio 1878 - 28 dicembre 1883 deceduto)
- Luigi Oreglia di Santo Stefano † (24 marzo 1884 - 24 maggio 1889 nominato vescovo di Porto e Santa Rufina)
- Angelo Bianchi † (24 maggio 1889 - 22 gennaio 1897 deceduto)
- Camillo Mazzella, S.I. † (19 aprile 1897 - 26 marzo 1900 deceduto)
- Vincenzo Vannutelli † (19 aprile 1900 - 9 luglio 1930 deceduto)
  - Sede vacante (1930-1933)
- Luigi Sincero † (13 marzo 1933 - 7 febbraio 1936 deceduto)
- Angelo Maria Dolci † (15 giugno 1936 - 13 settembre 1939 deceduto)
- Carlo Salotti † (11 dicembre 1939 - 24 ottobre 1947 deceduto)
- Benedetto Aloisi Masella † (21 giugno 1948 - 17 novembre 1966 dimesso)

### Cardinali vescovi del titolo suburbicario di Palestrina
- Benedetto Aloisi Masella † (17 novembre 1966 - 30 settembre 1970 deceduto)
- Carlo Confalonieri † (15 marzo 1972 - 1º agosto 1986 deceduto)
- Bernardin Gantin † (29 settembre 1986 - 13 maggio 2008 deceduto)
- José Saraiva Martins, C.M.F., dal 24 febbraio 2009

### Vescovi di Palestrina
- Pietro Severi † (29 novembre 1966 - 7 ottobre 1975 dimesso)
- Renato Spallanzani † (7 ottobre 1975 - 2 aprile 1986 ritirato)
- Pietro Garlato † (2 aprile 1986 - 30 dicembre 1991 nominato vescovo di Tivoli)
- Vittorio Tomassetti † (7 maggio 1992 - 5 aprile 1997 nominato vescovo coadiutore di Fano-Fossombrone-Cagli-Pergola)
- Eduardo Davino † (10 novembre 1997 - 24 marzo 2005 ritirato)
- Domenico Sigalini (24 marzo 2005 - 31 luglio 2017 ritirato)
- Mauro Parmeggiani, dal 19 febbraio 2019[19]

## Statistiche
La diocesi nel 2023 su una popolazione di 113.552 persone contava 110.193 battezzati, corrispondenti al 97,0% del totale.
| anno | popolazione | popolazione | popolazione | presbiteri | presbiteri | presbiteri | presbiteri                | diaconi | religiosi | religiosi | parrocchie |
| anno | battezzati  | totale      | %           | numero     | secolari   | regolari   | battezzati per presbitero | diaconi | uomini    | donne     | parrocchie |
| ---- | ----------- | ----------- | ----------- | ---------- | ---------- | ---------- | ------------------------- | ------- | --------- | --------- | ---------- |
| 1950 | 59.300      | 59.438      | 99,8        | 105        | 55         | 50         | 564                       |         | 74        | 144       | 27         |
| 1970 | 55.550      | 55.600      | 99,9        | 88         | 38         | 50         | 631                       |         | 58        | 228       | 29         |
| 1980 | 70.300      | 70.400      | 99,9        | 81         | 43         | 38         | 867                       |         | 52        | 177       | 32         |
| 1990 | 72.000      | 73.000      | 98,6        | 80         | 48         | 32         | 900                       | 1       | 42        | 212       | 39         |
| 1999 | 82.850      | 83.000      | 99,8        | 79         | 49         | 30         | 1.048                     | 1       | 33        | 238       | 39         |
| 2000 | 82.905      | 83.145      | 99,7        | 82         | 49         | 33         | 1.011                     | 1       | 42        | 187       | 39         |
| 2001 | 82.873      | 83.212      | 99,6        | 86         | 50         | 36         | 963                       |         | 41        | 179       | 39         |
| 2002 | 86.756      | 87.773      | 98,8        | 91         | 54         | 37         | 953                       |         | 42        | 181       | 44         |
| 2003 | 87.000      | 88.000      | 98,9        | 82         | 46         | 36         | 1.060                     |         | 42        | 179       | 49         |
| 2004 | 87.600      | 88.000      | 99,5        | 81         | 45         | 36         | 1.081                     |         | 43        | 178       | 49         |
| 2013 | 110.500     | 113.000     | 97,8        | 100        | 54         | 46         | 1.105                     | 11      | 73        | 179       | 49         |
| 2016 | 100.100     | 113.600     | 88,1        | 162        | 116        | 46         | 617                       | 12      | 78        | 172       | 50         |
| 2019 | 100.230     | 113.580     | 88,2        | 133        | 73         | 60         | 753                       | 12      | 70        | 122       | 52         |
| 2021 | 110.128     | 113.568     | 97,0        | 126        | 75         | 51         | 874                       | 11      | 59        | 89        | 52         |
| 2023 | 110.193     | 113.552     | 97,0        | 125        | 78         | 47         | 881                       | 12      | 57        | 86        | 52         |